# كثاء
الكَثَّاء جنس من النباتات المزهرة في فصيلة المركبات . معظمها واطنٌ في أُسترلية، وقليل منها يوجد في نيوزيلندا وغينيا الجديدة. يُزرع للتزيين ولزهوره الجميلة الشكل واللون.